# Vlag van Mantgum

Vlag van Mantgum

De vlag van Mantgum is de dorpsvlag van het Nederlandse dorp Mantgum, in de Friese gemeente Leeuwarden. De vlag werd in 1999 aangenomen en in 2001 geregistreerd. Het ontwerp van de vlag is van de hand van J.C. Terluin en R.J. Broersma.

## Beschrijving
De beschrijving van de vlag is als volgt:
Drie golvende banen rood, wit en blauw, in de verhouding 6:1:3, en aan de broekzijde op het blauw een zwemmende zwaan met opgeheven wieken, van ½ vlaghoogte.
De kleuren zijn afkomstig van het dorpswapen.

## Symboliek

Kleuren:  ontleend aan het wapen van Baarderadeel, hiervan was Mantgum de hoofdplaats.
- Zwaan: duidt op het recht van zwanendrift dat verbonden was aan de state Hoxwier.[3]
- Golvende banen: staan voor de Middelzee waar het dorp bij gelegen was.[3]